# Tam Phú (Quảng Nam)
Tam Phú is een xã van Tam Kỳ, de hoofdstad van de provincie Quảng Nam.
Tam Phú ligt op de noordelijke oever van de Tam Kỳ en de Bàn Thạch en aan de zuidelijke oever van de Trường Giang.